# کوشکری نامدار
کوشکری نامدار، روستایی از توابع بخش مرکزی شهرستان سرپل ذهاب در استان کرمانشاه ایران است.

## جمعیت
این روستا در دهستان دشت ذهاب قرار دارد و براساس سرشماری مرکز آمار ایران در سال ۱۳۸۵، جمعیت آن ۱۱۵ نفر (۲۳خانوار) بوده‌است.